# Marie Rathscheck
Marie Rathscheck (* 8. Oktober 1990 in Stuttgart) ist eine deutsch-französische Film- und Theaterschauspielerin.

## Leben
Marie Rathscheck absolvierte von 2013 bis 2017 ein Schauspielstudium an der Hochschule für Schauspielkunst „Ernst Busch“ Berlin. Erste Theaterengagements hatte sie an der Volksbühne Berlin. Von 2017 bis 2020 gehörte sie zum Ensemble des Schauspiel Leipzig.
Sie spielte 2019 die Hauptrolle im Max-Ophüls-Preisgekrönten Das melancholische Mädchen von Susanne Heinrich und wurde dort für die beste Nachwuchsschauspielerin nominiert.
Marie Rathscheck lebt in Berlin.

## Filmografie (Auswahl)
- 2017: Distances
- 2018: Nix Festes (Fernsehserie, 4 Folgen)
- 2018: SOKO Kitzbühel (Fernsehserie, eine Folge)
- 2019: Das melancholische Mädchen
- 2021: Nix Festes (Fernsehserie, 2. Staffel, 8 Folgen)
- 2022: Tatort: Mord unter Misteln
- 2023: In aller Freundschaft – Die jungen Ärzte (Fernsehserie, eine Folge)
- 2023: SOKO Leipzig (Fernsehserie, Folge Große Erwartungen)
- 2024: Achtsam morden (Serie, 8 Folgen)